# Sylvain Distin
Sylvain Distin (ur. 16 grudnia 1977 w Bagnolet) – francuski piłkarz grający na pozycji środkowego obrońcy.

## Życiorys
Piłkarską karierę Distin rozpoczął w małym amatorskim klubie Joué-lès-Tours. W 1998 roku przeszedł do Tours FC, gdzie przez rok wystąpił w 26 meczach i strzelił 3 gole. W 1999 roku trafił do Ligue 2, do zespołu FC Gueugnon. Tam także był podstawowym zawodnikiem i na koniec sezonu 1999/2000 zdobył Puchar Ligi Francuskiej. Po tym sukcesie został wypatrzony przez trenera Philippe’a Bergeroo, który ściągnął zawodnika do Paris Saint-Germain. 28 lipca 2000 Distin zadebiutował w Ligue 1 w wygranym 3:1 domowym spotkaniu z RC Strasbourg. W PSG spędził jeden sezon grając w wyjściowej jedenastce - rozegrał 28 meczów i zdobył 1 gola.
Latem 2001 Distin został wypożyczony do angielskiego Newcastle United. W Premier League zadebiutował 15 września w wygranym 3:1 domowym spotkaniu z Manchesterem United. W „Srokach” występował na lewej obronie i rozegrał 28 spotkań. Newcastle zajęło 4. miejsce w lidze, premiowane startem w eliminacjach do Ligi Mistrzów.
W 2002 roku Distin znów zmienił barwy klubowe. Przeszedł do Manchesteru City za 4 miliony funtów stając się najdroższym obrońcą w historii klubu. Swój pierwszy mecz w nowej drużynie zaliczył 17 sierpnia, ale uległa ona Leeds United 0:3. Od początku występował w pierwszej jedenastce „The Citizens”, a za swoją postawę w sezonie 2002/2003 został wybrany Piłkarzem Roku w swoim klubie. City zajęło 9. miejsce w lidze. W sezonie 2003/2004 Distin został wybrany kapitanem zespołu, po tym jak karierę zakończył Algierczyk Ali Benarbia. W 2005 roku zajął z City 8. pozycję w Premiership.
22 maja 2007 Distin zdecydował się opuścić Manchester i na zasadzie wolnego transferu przeszedł do Portsmouth F.C., z którym podpisał 3-letni kontrakt. Został mianowany wicekapitanem zespołu. W „The Pompeys” zadebiutował 11 sierpnia w zremisowanym 2:2 meczu z Derby County.
17 maja 2008 roku zdobył swoje pierwsze trofeum w Anglii wygrywając w barwach Portsmouth FA Cup. W sierpniu 2009 roku podpisał kontrakt z Evertonem.
| Sezon   | Klub                | Kraj    | Rozgrywki      | Mecze | Bramki |
| ------- | ------------------- | ------- | -------------- | ----- | ------ |
| 1997/98 | Joué-lès-Tours      | Francja | CFA            | 32    | 4      |
| 1998/99 | Tours FC            | Francja | CFA            | 26    | 3      |
| 1999/00 | FC Gueugnon         | Francja | Ligue 2        | 32    | 1      |
| 2000/01 | Paris Saint-Germain | Francja | Ligue 1        | 28    | 1      |
| 2001/02 | Newcastle United    | Anglia  | Premier League | 28    | 0      |
| 2002/03 | Manchester City     | Anglia  | Premier League | 34    | 0      |
| 2003/04 | Manchester City     | Anglia  | Premier League | 38    | 2      |
| 2004/05 | Manchester City     | Anglia  | Premier League | 38    | 1      |
| 2005/06 | Manchester City     | Anglia  | Premier League | 32    | 0      |
| 2006/07 | Manchester City     | Anglia  | Premier League | 37    | 2      |
| 2007/08 | Portsmouth          | Anglia  | Premier League | 36    | 0      |
| 2008/09 | Portsmouth          | Anglia  | Premier League | 38    | 0      |
| 2009/10 | Everton             | Anglia  | Premier League | 29    | 0      |
| 2010/11 | Everton             | Anglia  | Premier League | 38    | 2      |
| 2011/12 | Everton             | Anglia  | Premier League | 27    | 0      |
| 2012/13 | Everton             | Anglia  | Premier League | 34    | 0      |
| 2013/14 | Everton             | Anglia  | Premier League | 33    | 0      |
| 2014/15 | Everton             | Anglia  | Premier League | 13    | 0      |
| 2015/16 | Bournemouth         | Anglia  | Premier League | 12    | 0      |